# Thạch Đầu Hi Thiên
Thạch Đầu Hi Thiên (zh. shítóu xīqiān 石頭希遷, ja. sekitō kisen, 700-790) là Thiền sư Trung Quốc, sống vào thời nhà Đường. Pháp tử duy nhất của Thiền sư Thanh Nguyên Hành Tư. Môn đệ của sư có ba vị danh tiếng là Dược Sơn Duy Nghiễm, Đan Hà Thiên Nhiên và Thiên Hoàng Đạo Ngộ. Sư được tôn xưng là pháp chủ của một vùng Hồ Nam thời bấy giờ. Người xưa thường nói rằng "Dưới chân Mã Tổ dẫm đạp người trong thiên hạ, Thạch Đầu đường trơn dễ té nhào" để chỉ cho cơ phong sắc bén và phong cách tiếp dẫn người học của hai vị đại thiền sư là Mã Tổ Đạo Nhất và Thạch Đầu Hi Thiên.

## Cơ duyên
Sư là người ở Cao Yếu, Đoan Châu nay là Khánh Triệu, tỉnh Quảng Đông, họ Trần. Mẹ sư lúc có thai, không thích ăn mặn. Sư lúc còn đỏ hỏn, tính tình an nhiên, lại cũng chẳng làm khổ phiền bà vú nuôi.
Khi lớn lên, tính tình sư thường trầm mặc, cương nghị quả quyết, tự giữ mình thanh cao. Thổ dân tại Hương Động nhân khiếp sợ quỷ thần nên lập miếu thờ dâm thần, thường giết trâu bò cúng tế. Sư đến nơi cúng, đạp đổ bàn thờ, đoạt bò về cho dân. Nhờ đỏ dẹp bỏ những hành động mê tín dị đoan làm ảnh hưởng đến cuộc sống của dân lành.
Về sau, sư đến Tào Khê tham Thiền, được Lục Tổ Huệ Năng thu làm đệ tử, nhưng chưa thọ giới cụ túc thì Lục Tổ đã viên tịch. Tuân theo di mệnh của Lục Tổ, sư đến núi Thanh Nguyên ở Lư Lăng nương tựa Thiền sư Hành Tư.
Một hôm, Thiền sư Hành Tư hỏi sư: Có người nói Lĩnh Nam là đất lành, nơi phát dương của Thiền, có đúng không? Sư nói: Có người không nói như thế. Hành Tư nói: Như quả không nói như thế, thì người tu Thiền các nơi từ đâu mà lại? Sư nói: Như quả đã ngộ tự tâm, thì kẻ nghiên cứu rốt ráo cũng không thiếu chi. Thiền sư Hành Tư nghe xong rất là đồng ý với kiến giải của sư.
Sau khi đắc pháp, sư rời núi Thanh Nguyên đến Nam Nhạc. Vào năm đầu niên hiệu Thiên Bảo Đường Huyền Tông (741), nhân nhận lời người tiến cử đến trụ trì tại Nam Tự ở Hành Sơn. Tại phía Đông của Nam Tự có một phiến đá to, bằng phẳng như cái đài, sư bèn kết am nơi phiến đá đó mà ở. Người đời nhân đó phần đông gọi sư là Thạch Đầu Hòa thượng.
Sư có trước tác bài tụng Tham Đồng Khế, chứa đựng lời lẽ chỉ ý sâu thẳm vi diệu, khá được nhiều người chú giải, truyền rộng trong đời. Về sau tác phẩm này trở thành giáo lý quan trọng của Tông Tào Động và là nền tảng của thuyết Động Sơn Ngũ Vị.
Trong cuộc đời hoằng pháp của sư, từng có nhiều sự tích kỳ lạ xảy ra. Ví dụ như từng có quỷ thần đến nghe pháp, xin quy y thọ Ngũ Giới, sư đều khuyên họ làm thiện tránh ác.
Năm thứ hai niên hiệu Quảng Đức (764), có môn nhân thỉnh sư xuống núi đến Lương Đoan (nay là Trường Sa,Hồ Nam) khai Thiền truyền pháp, ảnh hưởng khá rộng. Lúc đó vùng Giang Tây lấy Đại Tịch (Mã Tổ) làm chủ, Hồ Nam lấy Thạch Đầu làm chủ. Kẻ tham Thiền học đạo các nơi tới lui đông dầy, đều qui phụ dưới cửa hai vị đại sĩ này.
Năm thứ sáu niên hiệu Trinh Nguyên (790), ngày 25 tháng 12 Canh Ngọ, sư viên tịch, hưởng thọ 91 tuổi, hạ lạp 63 năm. Môn nhân xây tháp ở Đông Lĩnh. Vào khoảng niêu hiệu Trường Khánh (821-824), vua ban hiệu là Vô Tế Đại Sư, tháp tên là Kiến Tướng.

## Pháp ngữ
Sư thượng đường nói: Pháp môn của ta là do tiên, Phật tuần tự truyền thụ, chẳng bàn đến Thiền định tinh tấn, chỉ cầu thông đạt tri kiến của Phật mà nói tâm ấy là Phật. Tâm, Phật cùng chúng sanh, phiền não và Bồ- đề, danh tướng tuy khác, mà bản thể đồng nhất. Các vị nên giác ngộ tâm linh của mình, biết rõ bản thể, rời xa phân biệt ‘Đoạn’ và ‘Thường’, tâm tánh chẳng phân biệt dơ sạch. Lấy bản thể mà nói, thì trong suốt đầy đủ siêu phàm vượt thánh, còn lấy sự tướng mà nói thì ứng dụng tùy cơ chớ không câu nệ hạn chế, mà nhiệm vận tự tại. Nhất thiết tồn tại (tam giới, lục đạo) đều là thể hiện Phật tánh của tự tâm. Rời xa Phật tánh tự tâm, tất cả như trăng đáy nước, hoa trong gương, hư ảo không thật, trong đó còn có sanh diệt để mà nói ru? Các vị nếu hiểu được đạo lý trong đó, thì chẳng cần ở tại đây mà tham Thiền làm gì !
Lúc đó, có môn nhân Đạo Ngộ hỏi: Chỉ ý của Lục Tổ ở Tào Khê ai là người được? Sư nói: Kẻ hiểu Phật pháp được. Đạo Ngộ hỏi: Sư phụ có được không? Sư nói: Ta không hiểu Phật pháp.
Có ông tăng hỏi: Tu hành như thế nào thì được giải thoát? Sư hỏi: Ai trói buộc ông vậy? Tăng hỏi: Tu hành thế nào thì được Tịnh độ? Sư hỏi: Ai bôi bẩn ông vậy? Tăng hỏi: Tu hành thế nào thì được Niết-bàn? Sư nói: Ai đem sanh tử trao cho ông vậy?